# 天目授与本尊

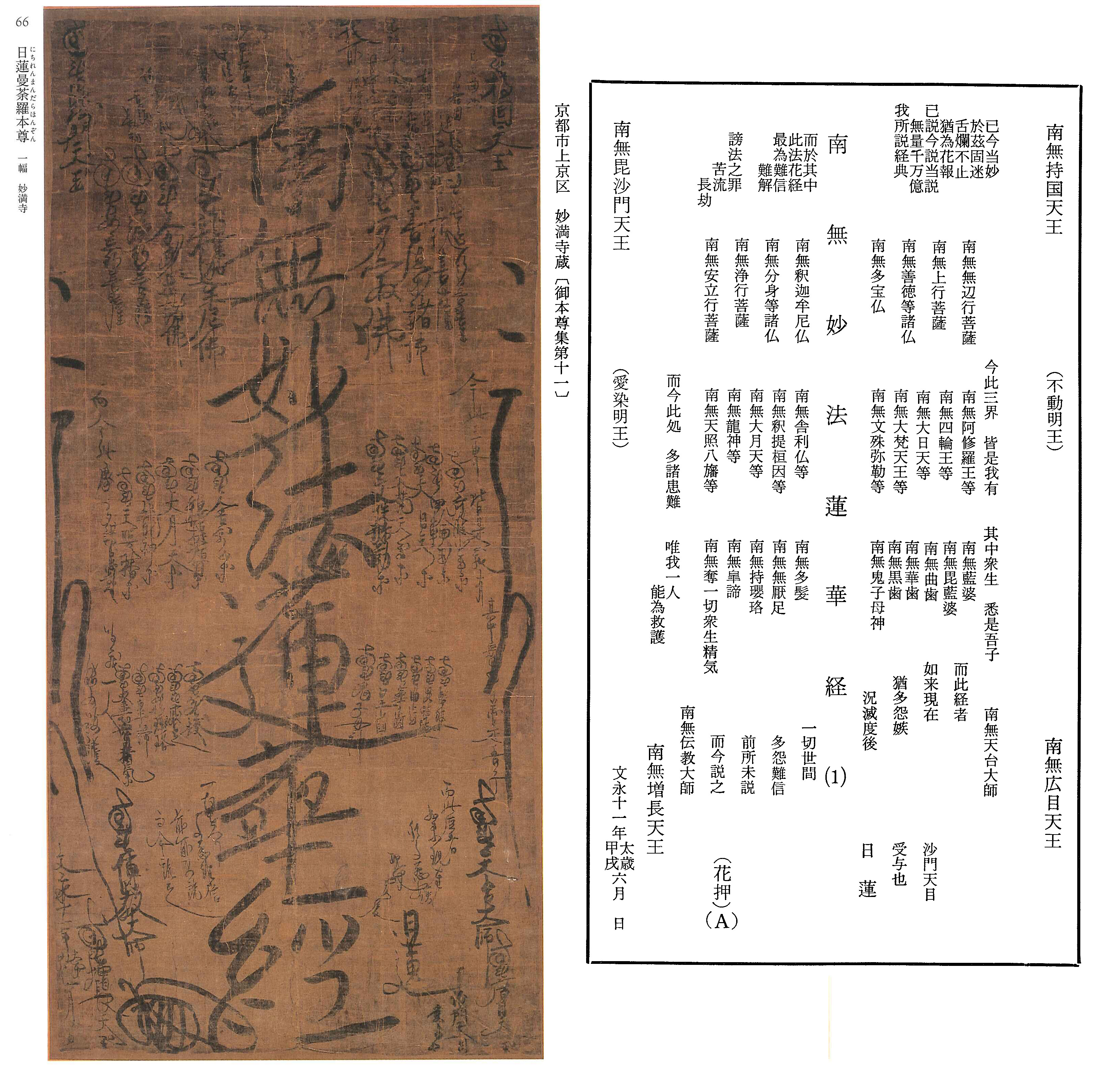
京都妙満寺蔵　天目授与本尊

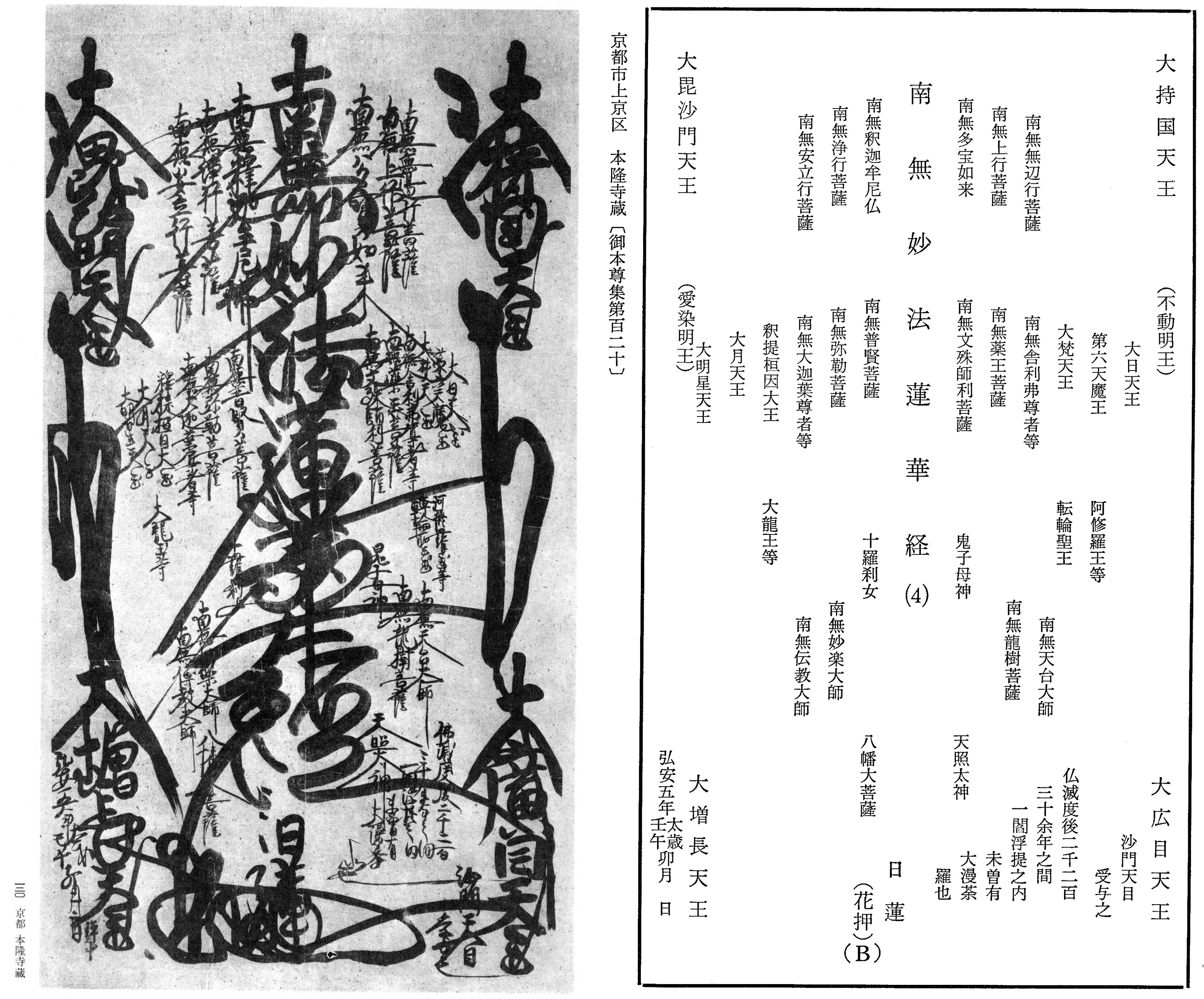
京都本隆寺蔵　天目授与本尊

天目授与本尊とは、日蓮大聖人が図顕し、弟子の天目に授与したとされる本尊。
天目に授与されたと伝えられる本尊は、文永11年(1274年)6月御図顕と、弘安5年(1282年)4月御図顕の2幅が確認される。通常「授与」と記されるはずの授与書きが2幅とも「受与」となっていることや、授与書きの筆致が不自然なことから、本当に天目に授与されたものかどうか疑わしい。中山門流の開祖富木日常の相伝書とされる『御本尊授与書証文相伝』に、「一、天目本尊授与書事　示して云く、沙門天目受与之云云。此の七字は謀筆なり。責むべきなり。其の故は、受与の受字はうくるという字なり。さづくるは能化に附く。所化に附いて授受の二字、よくよく心得べきなり」（本尊論資料392）と、古来からこれらの御本尊が本当に天目に授与されたものか、疑われていた。

## 文永11年6月御図顕の本尊
文永11年(1274年)6月御図顕の御本尊は、佐渡配流を終えられた日蓮大聖人が身延入山直後に御図顕された御本尊で、立正安国会の御本尊目録では11番である。大きさは縦5尺4寸5分（165.1cm）、幅2尺5寸5分（77.3cm）で材質は絹である。日蓮大聖人が絹地に認めた御本尊としては、現存するものとしては当本尊一幅のみであるが、身延曽存の通称佐渡始顕本尊も絹地で、大きさも同じくらいであったことが各種目録により確認されることから、同じ材料を用いられたのではないかと推測される。また、図顕年月日が確認できる御本尊では、当本尊は、佐渡始顕本尊の次に図顕された本尊ということになる。相貌の特徴の一つとして十羅刹女の個別名が列記されていることがあるが、これも佐渡始顕本尊と共通する特徴である。現在は京都妙満寺に所蔵される。

## 弘安5年4月御図顕の本尊
当本尊は日蓮大聖人最晩年に御図顕された御本尊の一つということができる。立正安国会の御本尊目録では120番である。大きさは縦3尺0寸7分（93.0cm）、幅1尺6寸8分（50.9cm）で、3枚の料紙をつなぎあわせた上に図顕されている。山中喜八は御本尊集目録において「年月日の右下に、異筆で『禅』とあり、これに続く何字かを削損した形跡を存する。『卯月』の下に『二』を加えたのも、聖筆とは拝し難い。当御本尊の授与書きに『沙門天目に之を受与す』とあり、京都妙満寺宝蔵の文永11年6月の御本尊（本集11）もまた『沙門天目に之を受与す』とあるのは異とすべく、古来謀筆の論議の生じた一因であるが、当御本尊の授与書は聖筆、妙満寺のそれは他筆と拝するのが至当のようである。」としている。しかし山中喜八が指摘する異筆の「禅」の文字は、写真で見る限り「禅」の文字の下がすでに削損されているようであり、「禅」に続く異筆文字だけが削損されているというようには見えない。授与書きそのものが削損されていると見るのが自然と思われる。また、当御本尊の「沙門天目に之を受与す」との授与書きも筆致が日蓮大聖人のものとは異なるように見える。従って当本尊を天目授与とすることにも疑点がある。2014年現在は京都本隆寺に所蔵される。